# Phyxelida umlima
Phyxelida umlima är en spindelart som beskrevs av Griswold 1990. Phyxelida umlima ingår i släktet Phyxelida och familjen Phyxelididae.
Artens utbredningsområde är Tanzania. Inga underarter finns listade i Catalogue of Life.